# 금융채
금융채(金融債)는 금융기관이 발행하는 채권이다. 이것은 이자를 붙여 발행하는 이부채(利付債)와 할인으로 발행하는 할인채가 있어 전자는 기간 1년, 후자는 5년으로 되어 있다. 금융기관은 금융채의 발행에 의하여 조달한 자금을 장기 산업자금으로 대출하는 것이다. 금융채의 발행 한도는 은행 또는 금고의 자본 및 준비금의 합계 금액의 20배로 되어 있다.